# San Ramón (Lérida)
 San Ramón (oficialmente en catalán: Sant Ramon) es un municipio español de la provincia de Lérida situado en la comarca de la Segarra, al noreste de Cervera. Además de la capital municipal, incluye los núcleos de Gospí, Portell y Viver de Segarra, además del núcleo deshabitado de Mont-rós.
Es famoso por su monasterio mercedario, conocido popularmente como «El Escorial de la Segarra» debido a su estilo arquitectónico. En las afueras de la población se hallan las ruinas del castillo de Manresana y las del de Mejanell. En los núcleos de Gospí y Portell también existen las ruinas de sendos castillos con el mismo nombre.

## Demografía
Cuenta con una población de 495 habitantes (INE 2024).
| Gráfica de evolución demográfica de San Ramón entre 1940 y 2021 |
| |
| Población de derecho según los censos de población del INE Población de hecho según los censos de población del INEEn estos censos se denominaba San Ramón: 1950, 1960, 1970 y 1981 Entre el censo de 1940 y el anterior, aparece este municipio porque se fusionan los municipios 25555 (Manresana) y 25566 (Portell) |

| 1900 | 1930 | 1950 | 1970 | 1981 | 1986 |
| ---- | ---- | ---- | ---- | ---- | ---- |
| 1113 | 1028 | 962  | 700  | 652  | 616  |

## Comunicaciones
Salida en la carretera C-25. 

## Economía
La base de la economía del municipio es el sector agrario y ganadero.

## Historia
El municipio se creó en 1940, resultado de la fusión de los antiguos municipios de Manresana y de Portell. Actualmente el antiguo núcleo de Manresana, hoy convertido en núcleo antiguo de San Ramón, sólo aparece mencionado en algunos mapas militares. 

## Lugares de interés
- Monasterio de San Ramón de Portell

## Personajes célebres
Fernando Roig Villalta (1906-1936), aviador militar nacido el 5 de abril de 1906 en Manresana. Tras ser destinado a Tetuán (protectorado español de Marruecos) en 1930, al estallar la guerra civil se encontraba en Barcelona, participando en acciones en la misma ciudad, después pasó a estar destinado a Aragón y posteriormente a Albacete, para acabar en Madrid. Murió en el sitio de Madrid en ser derribado en Alcalá de Henares por las tropas franquistas el 16 de noviembre de 1936. Fue ascendido a capitán el 31 de enero de 1938.

## Curiosidades
Los huesos de San Ramón, depositados en el monasterio, fueron retirados por funcionarios de la Generalitat y depositados en algún lugar desconocido de Barcelona. Los funcionarios conocían perfectamente la localización de los restos y no actuaron en ningún momento con ànimo antireligioso, más bien para preservar de presuntas violaciones futuras por parte de desalmados de uno u otro bando.